# Determinismo estructural
El determinismo estructural es un concepto asociado a la teoría de sistemas, que establece que las perturbaciones que puede sufrir un sistema al interactuar con el ambiente, dependen exclusivamente de la dinámica de interacciones que le permite su estructura y que de ninguna manera serán especificados o definidos por el agente ambiental que efectúa la perturbación. 
Los seres vivos, como sistemas autopoiéticos, están determinados por su estructura, de manera que las perturbaciones que puedan sufrir resultarán en alteraciones permitidas por su organización estructural y no deben considerarse como una instrucción contenida en el agente perturbante.
Por ejemplo, la alergia a ciertos tipos de polen es un rasgo presente en parte de la población, sin embargo no es que el polen contenga el poder de causar la alergia, ya que mientras a alguna gente les afecta, a otros no. Es la fisiología de algunos individuos la que desencadena la reacción alérgica ante la presencia del polen. 
De acuerdo con ello, los teóricos de sistemas sostienen que nada de lo que le acontece a un organismo es, en rigor, de origen externo; todos los eventos de un sistema están determinados por su propia estructura. Si el sistema no puede procesar la modificación del entorno, desaparece como tal; en el caso de los sistemas biológicos, muere. La estructura de un sistema es, por lo tanto, la que determina el espacio posible de estados.